# Peter Cowan
Pour les articles homonymes, voir Cowan.
Peter Cowan (1817 en Écosse - 1880 à Cowansville, Canada) était un marchand montréalais d'origine écossaise.

## Biographie
Lui et son frère Andrew s'installèrent à Nelsonville (plus tard Cowansville) en 1836. Peter connaissait déjà bien la région car il y était souvent venu auparavant pour pratiquer la pêche sportive. Il en connaissait donc tout le potentiel.
En 1839, il y fit construire un magasin général et y ouvrit le 6 février 1841, le premier bureau de poste. Maître de poste jusqu'en 1861, il sera aussi greffier de la Cour du Circuit pendant 16 ans.
Nommé shérif du District judiciaire de Bedford en 1864, il occupera ce poste jusqu'à son décès. Il contribuera également à la construction de plusieurs édifices de Cowansville.
En plus de ses nombreux postes civils, il mena aussi une carrière militaire. Capitaine d'une compagnie de volontaires formée par lui en 1837, il devint adjudant au sein du 2e Bataillon de la Milice de Missisquoi en 1847.
Marié à Jane Elizabeth Hackett, ils eurent trois enfants. Peter Cowan est décédé à Cowansville, le 18 mai 1880, à l'âge de 63 ans.